# Cazierius torrei
Espèce
Synonymes
- Diplocentrus torrei Moreno, 1938

Cazierius torrei est une espèce de scorpions de la famille des Diplocentridae.

## Distribution
Cette espèce est endémique de la province de Guantánamo à Cuba. Elle se rencontre à Baracoa et Maisí.

## Description
Les mâles mesurent de 25, à 27,1 mm et les femelles de 25,6 à 32,1 mm.

## Systématique et taxinomie
Cette espèce a été décrite sous le protonyme Diplocentrus torrei par Moreno en 1938. Elle est placée dans le genre Cazierius par Teruel t Armas en 2006.

## Étymologie
Cette espèce est nommée en l'honneur de Carlos de la Torre.

## Publication originale
- Moreno, 1938 : Contribución al estudio de los escorpiónidos cubanos. Parte I. Superfamilia Scorpionoidea. Memorias de la Sociedad Cubana de Historia Natural, vol. 12, no 3, p. 191–202.